# アチェルボ
有限会社アチェルボは、東京都渋谷区に本社を置くテレビ番組等の制作プロダクションで、リーライダーすの関連会社である。

## 概要
有限会社リーライダーす所属のプロデューサー・小池竜二によって設立され関連事業の元に分社化された。

## 主な制作番組

### 現在
- レギュラー番組
  - ココロの旅（関西テレビ）
- 特別番組
  - 地上最大のTV動物園（フジテレビ）

### 過去
- レギュラー番組
  - タモリのジャポニカロゴス（フジテレビ）
  - バニラ気分!（フジテレビ）
    - まごまご嵐
    - GRA

  - 美食結社 WONDER KITCHEN（BS日テレ）
  - 人生が変わる1分間の深イイ話（日本テレビ）
  - ひみつのアラシちゃん!（TBS）
  - Can!ジャニ（テレビ朝日）
  - ひょうたんからコトバ（NHK教育テレビ）
  - 行列のできる法律相談所・石垣島トライアスロン担当（日本テレビ）
  - 関パニ（テレビ朝日）
- 特別番組
  - SMAP×SMAP特別編・サタ☆スマ2009一夜限りの大復活スペシャル!!（関西テレビ）